# Менджерицкий, Иван Александрович
Иван Александрович Менджерицкий (12 апреля 1937, Москва — 16 апреля 2012, Нью-Йорк) — советский и американский киносценарист, телеведущий, писатель.

## Биография
Иван Менджерицкий родился 12 апреля 1937 года в Москве. Сначала работал журналистом, позже переключился на кинематограф и телевидение.
Первый документальный фильм «Гвоздики нужны влюблённым» по его сценарию вышел в 1964 году. Автор сценариев многих советских кинофильмов и телесериалов.
В 1970—1971 годах читал курс лекций по драматургии документального фильма на Высших курсах сценаристов и режиссёров.
В течение ряда лет являлся председателем Комитета московских литераторов.
С 1990-х годов жил в Нью-Йорке. Сотрудничал с кинокомпанией 20th Century Fox, был продюсером нескольких фильмов. Работал директором программ и телеведущим американской русскоязычной телерадиокомпании WMNB.
Всего участвовал в создании более ста художественных, телевизионных, документальных и научно-популярных фильмов.
С 2002 года сосредоточился на создании прозаических художественных произведений; писал рассказы, повести, романы. Вышли четыре книги: «Когда поженимся, Ванечка?», «В тюрьму на танцы по пригласительным билетам», «Осенью в Маринпарке» и «В рай на катафалке».
Умер в Нью-Йорке 16 апреля 2012 года после продолжительной болезни, похоронен на Ocean View Cemetery.

## Фильмография

### Сценарист
- 1964 — Гвоздики нужны влюблённым (документальный фильм)
- 1967 — Особое мнение
- 1972 — Вашингтонский корреспондент
- 1974 — Анна и Командор
- 1976 — Великий укротитель
- 1977 — Встреча на далеком меридиане. По роману Митчелла Уилсона
- 1977 — Диалог
- 1977 — Первые пассажиры
- 1977 — Детектив без детектива (документальный фильм)
- 1979 — Антарктическая повесть
- 1980 — Отечества верный солдат[3]
- 1980 — Мятеж. По роману Дмитрия Фурманова
- 1980 — Частное лицо
- 1982 — Профессия — следователь
- 1984 — Стратегия победы
- 1983 — Обвинение
- 1985 — Мы обвиняем!
- 1986—1987 — К расследованию приступить
- 1987 — Претендент (чеш. Uchazeč; СССР, Чехословакия)
- 1987 — Несколько строк из сводки происшествий (документальный фильм)
- 1988 — Прошедшее вернуть

### Продюсер
- 1991 — Бешеный пёс Колл (англ. Mad dog Coll; США)
- 1992 — Убить «Голландца» (англ. Hit The Dutchman; США)
- 1993 — Преступление и наказание (англ. Crime and punishment, США)